# Santsukhdhi
Santsukhdhi, jedna od tri bande Osage Indijanaca koja je nastala odvajanjem od ostalih Osaga pod vodstvom poglavice Big Tracka, koji se 1802. s polovicom bande Pahatsija i manjim dijelom Utsehta nastanila kod rijeke Arkansas, blizu ušća pritoke Verdigris. Ovdje postaju poznati kao Arkansaw ili Arkansas band, ili kao Santsukhdhi ("Campers in the highland grove"). Zebulon Montgomery Pike procjenjuje da ih je 1806. bilo oko 1,500. Kasnije im im je broj niži: 600 (1820); 700 (1850). Glavno naselje bilo im je Santsukhdhin, smješteno 60 milja od ušća Verdigrisa u današnjoj Oklahomi. Potomci im žive u Oklahomi. 

## Vanjske poveznice
- Osage Indian Tribe  Arhivirana inačica izvorne stranice od 12. svibnja 2008. (Wayback Machine)